# تي في آر 420 سياك
تي في آر 420 سياك (بالإنجليزية: TVR 420 SEAC)‏ هي سيارة من تصنيع شركة تي في آر.